# Edward Reed
Pour les articles homonymes, voir Barnaby.
Edward James Reed (20 septembre 1830 à Sheerness - 30 novembre 1906 à Londres) était un architecte naval, un auteur, un homme politique et un magnat des chemins de fer britanniques. Il a été le constructeur en chef de la Royal Navy de 1863 à 1870. Il était un politicien libéral qui a siégé à la Chambre des communes de 1874 à 1906.

## Biographie

### Début de la vie
Edward Reed est né à Sheerness, dans le Kent, et est le fils de John et Elizabeth Reed. Il est apprenti dans la marine à Sheerness et entre ensuite à l'école de mathématiques et de construction navale de Portsmouth. En 1851, il épouse Rosetta, la sœur de Nathaniel Barnaby. Barnaby était à l'époque un camarade de classe ; il succédera plus tard à Reed en tant que chef constructeur. En 1852, il entre au service du chantier naval de Sheerness, mais démissionne après un désaccord avec la direction. Il travaille ensuite dans le journalisme, notamment en tant qu'éditeur du Mechanics' Magazine. En 1860, Reed est nommé secrétaire du tout nouvel Institute of Naval Architects.

### Architecte naval
En 1863, à l'âge précoce de 33 ans, il succède à Isaac Watts au poste de chef constructeur. Son mandat a vu la transition finale des navires de guerre en bois vers les cuirassés en fer. Les navires de guerre notables construits sous sa direction comprenaient :
- Le HMS Bellerophon utilisant un système de construction innovant de " cadre de support " en 1865.
- Le navire à tourelle de haute mer HMS Monarch en 1868.
- Le navire à tourelle sans mât HMS Devastation en 1871[1].

Son mandat est entaché d'une intense controverse avec l'officier de marine, député et inventeur Captain Cowper Phipps Coles. Cette controverse a abouti au financement par le Parlement d'un nouveau cuirassé, le HMS Captain, qui devait être construit selon les exigences de Coles sans en référer au département de Reed et contrairement à son avis. Aigri, Reed démissionne en juillet 1870. "Son départ a été décrit comme un désastre national par le contrôleur, le vice-amiral Robert Spencer Robinson." En septembre suivant, le Captain sombra dans un coup de vent avec la perte de près de 500 vies, dont le Capitaine Coles.
Il a été un critique acerbe, bien que finalement réactionnaire, de la politique de ses successeurs en tant que chef constructeur. Après avoir quitté l'Amirauté, il a continué à concevoir des navires de guerre pour les marines d'autres nations. Il s'agit notamment du Brésil, de l'Allemagne, du Chili et du Japon. Un certain nombre de ces navires ont ensuite été achetés par la Royal Navy.
Reed est nommé Compagnon de l'Ordre du Bain (CB) en 1868, pendant son mandat de chef constructeur, puis Chevalier Commandeur de l'Ordre du Bain (KCB) en 1880,. Il est élu membre de la Royal Society (Fellow of the Royal Society - FRS) en 1876. Il était également chevalier commandeur de l'Ordre impérial russe de Saint-Stanislus, chevalier de l'Ordre autrichien de François-Joseph et de l'Ordre turc de la Medjidie.

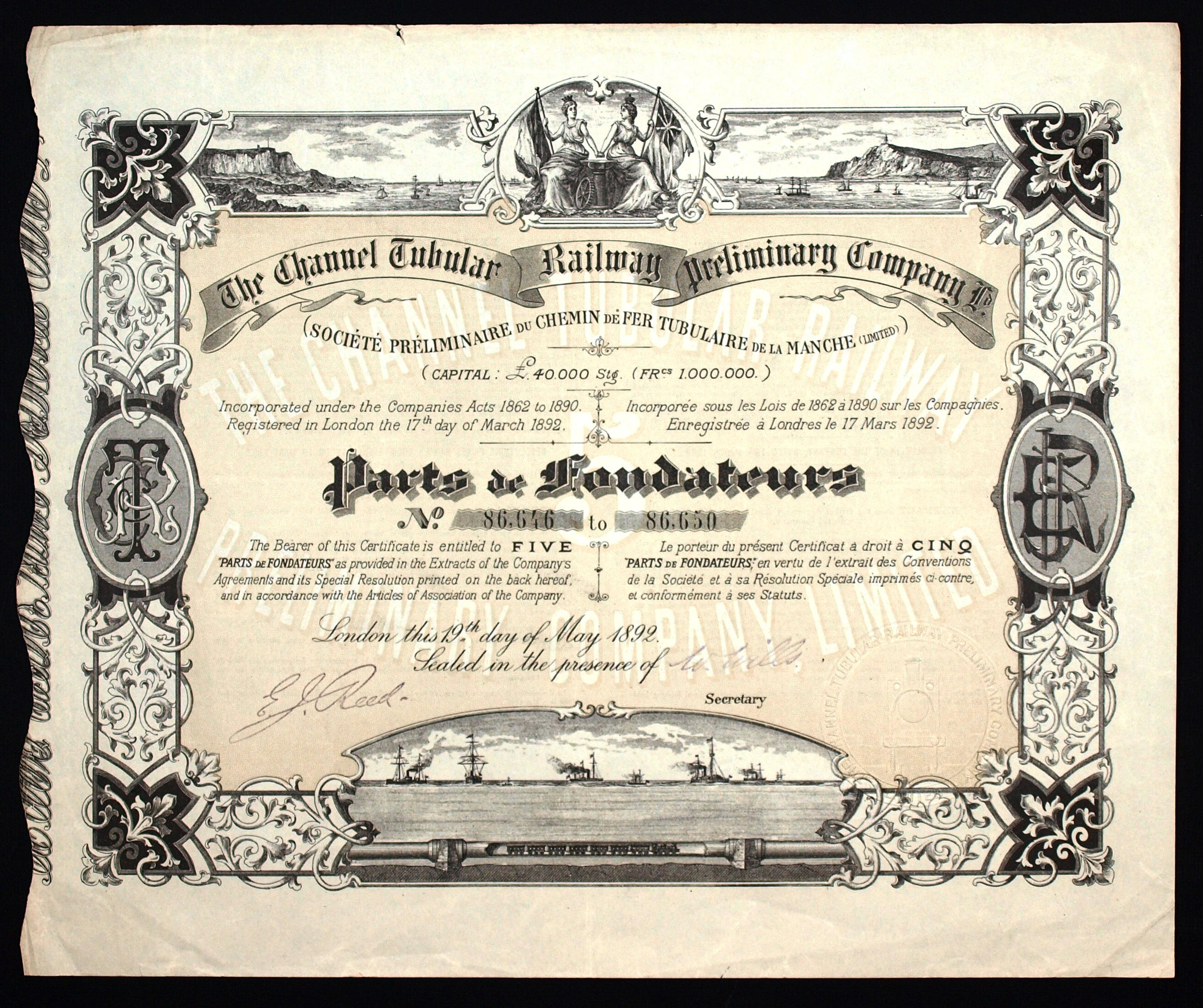
Action fondateur de la Channel Tubular Railway Preliminary Company, émise le 19. mai 1892, signée par Edward James Reed.

Sur la suggestion de Reed, la Channel Tubular Railway Preliminary Company a été fondée à Londres en 1892, une société au capital de 40 000 £, dont le capital devait être levé par l'émission de 250 000 Parts de Fondateurs. La société, dirigée par Reed, prévoyait la construction d'un tunnel ferroviaire à travers la Manche, qui permettrait aux voyageurs d'atteindre leur destination plus rapidement qu'avec une traversée en bateau. Le projet a échoué en raison de considérations politiques.

### Carrière parlementaire
Lors des élections générales de 1874, Reed est élu député libéral de Pembroke.
Reed se rendit au Japon en 1879 à l'invitation du gouvernement impérial. En apparence, Reed était là pour superviser la livraison de trois nouveaux navires de guerre à coque en fer de construction britannique, le Fusō, le Kongō et le Hiei pour la marine impériale japonaise. Compte tenu des divertissements ostentatoires fournis par ses hôtes japonais pendant trois mois, il y avait aussi des considérations politiques inévitables; le Japon cherchait activement à réviser les accords commerciaux inégaux et était désireux de développer son influence auprès des membres libéraux éminents de la Chambre des communes,. À son retour à Londres, Reed a écrit une histoire sympathique du pays publiée avec un certain succès l'année suivante.
Lors des élections générales suivantes, en 1880, il est élu député de Cardiff. En 1886, il est nommé Lord du Trésor (Lord of the Treasury) dans le troisième ministère de William Ewart Gladstone.
Reed perd son siège parlementaire en 1895, mais le récupère en 1900. En 1905, il a indiqué qu'il se retirerait du parlement lors des prochaines élections qui ont eu lieu en 1906.

### Magnat des chemins de fer de Floride
En 1881, Reed et plusieurs investisseurs anglais et néerlandais ont acheté le Atlantic, Gulf, and West India Transit Company, la réorganisation de 1872 du Florida Railroad, qui traversait l'État de Floride de Fernandina au sud-ouest à Cedar Key, et qui exploitait deux filiales : le Peninsular Railroad, qui allait jusqu'à Ocala et Silver Springs à partir d'une jonction avec le Florida Railroad à Waldo ; et le Tropical Florida Railroad, qui allait d'Ocala à Wildwood. Reed réorganise les trois chemins de fer sous le nom de Florida Central Railroad, qu'il réorganise à nouveau sous le nom de Florida Transit and Peninsular Railroad en 1883.
En 1882, Reed acquiert le Jacksonville, Pensacola and Mobile Railroad (JP&M), qui va de Quincy à Lake City en passant par Tallahassee, et sa filiale, le Florida Central Railroad, qui va de Lake City à Jacksonville. Reed réorganise le JP&M et le Florida Central sous le nom de Florida Central and Western Railroad.
En 1884, Reed a fusionné la Florida Central and Western avec la Florida Transit and Peninsular et, en 1885, après avoir signé des contrats de location avec deux plus petites lignes de Floride, il a regroupé toutes ces entités sous l'égide d'une grande entreprise, la Florida Railway and Navigation Company. Reed s'est ensuite retiré du contrôle actif et, en 1886, après une brève mise sous séquestre, la société a été réorganisée sous le nom de Florida Central and Peninsular Railroad (FC&P). En 1900, un an après avoir acheté la majorité des actions de FC&P, la nouvelle société Seaboard Air Line Railway (aujourd'hui CSX Transportation) a loué la FC&P et, en 1903, l'a acquise.

### Décès
Reed meurt d'une insuffisance cardiaque à son domicile de The Strand, à Londres, en novembre 1906. Il est enterré au cimetière de Putney Vale le 4 décembre. Son fils Edward Tennyson Reed devient le caricaturiste politique du Punch magazine.

## Œuvres
Parmi les œuvres notables, citons:
- Shipbuilding in Iron and Steel (1868)
- Our Ironclad Ships, their Qualities, Performance and Cost (1869)
- Japan: its History, Traditions, and Religions, with the Narrative of a Visit in 1879 Two volumes. London, J. Murray (1880)
- Treatise on the stability of ships (1884)

## Décorations
- Chevalier commandeur de l'Ordre du Bain
 - Chevalier commandeur de l'Ordre de Saint-Stanislas (Russie impériale)
 - Chevalier de l'Ordre de François-Joseph (Autriche-Hongrie)
 - Chevalier de l'Ordre du Médjidié (Empire ottoman)

## Source
- (en) Cet article est partiellement ou en totalité issu de l’article de Wikipédia en anglais intitulé « Edward Reed (naval architect) » (voir la liste des auteurs).